# النزاع البحريني القطري على جزر حوار (1971-1981)

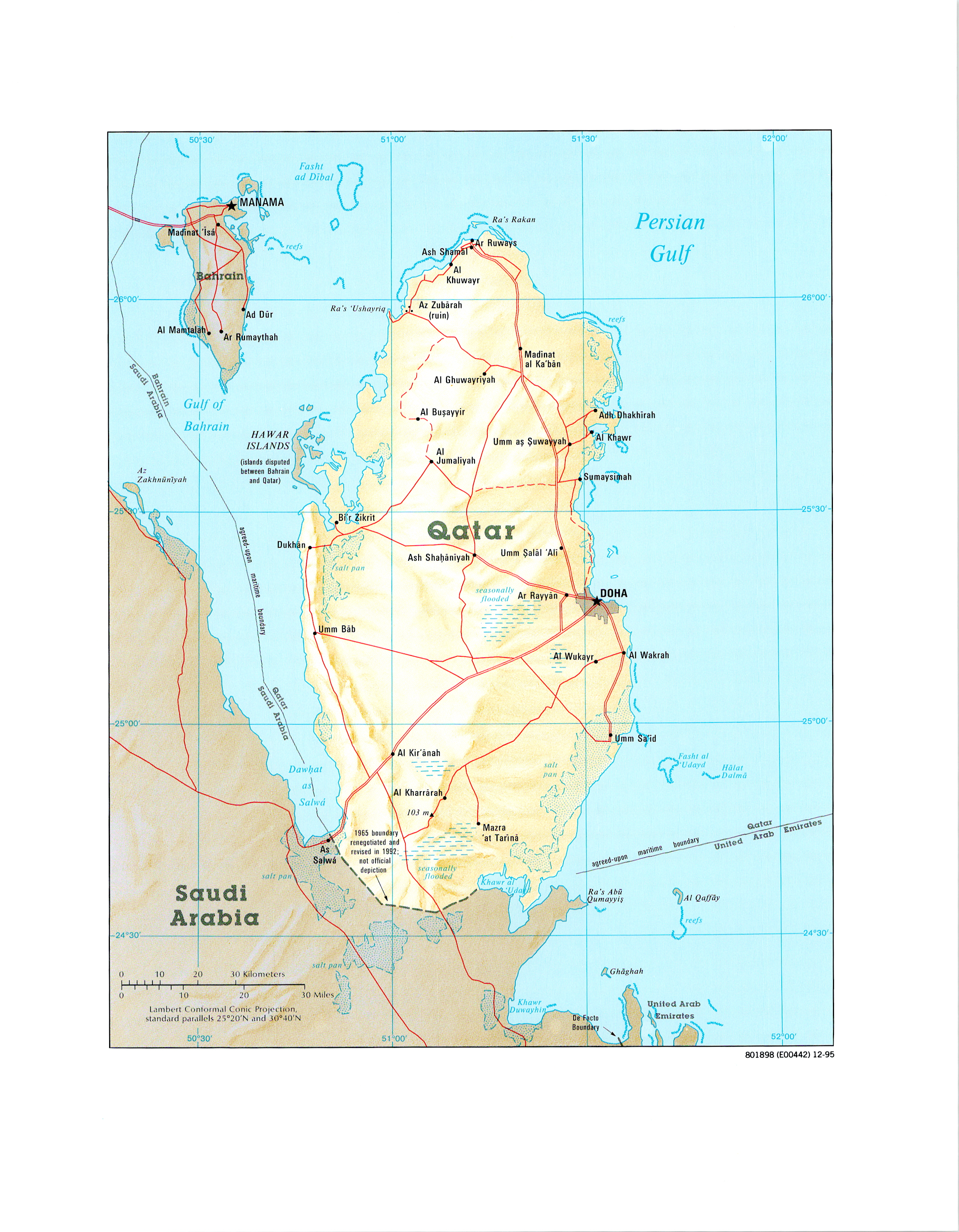
تشمل رأس راكان، وجزر حوار (الجزر المتنازع عليها بين البحرين وقطر)، والبحرين، والمملكة العربية السعودية (الاخنونية، ورأس أبو قمييس، والقفاي، وغغاه)، والإمارات العربية المتحدة. تشمل الحدود البحرية المتفق عليها وحدود عام 1965 التي أعيد التفاوض بشأنها وتنقيحها في عام 1992.

يعد النزاع البحريني القطري على جزر حوار من أبرز النزاعات الإقليمية التي نشأت في منطقة الخليج العربي خلال العقود الأخيرة. بدأت التوترات بين البحرين وقطر بعد استقلال البحرين في عام 1971 حيث ادعت كل من الدولتين حقها في السيادة على مجموعة من الجزر الصغيرة المعروفة باسم جزر حوار.
يمثل هذا النزاع في صراع حول السيادة واستمر لفترة طويلة قبل أن تحل القضايا العالقة بين البلدين عبر الوسائل الدبلوماسية.

## المقدمة
يعد النزاع الحدودي بين قطر والبحرين على جزر حوار من اهم النزاعات العربية العربية التي شهدها القرن العشرين اذ تمسك كل طرف من أطراف النزاع بحججه وادعاءاته باستملاكه تلك الجزر وكل منهم اعتمد على وثائق تعود الى الحقبة الاستعمارية البريطانية.

## الأصول التاريخية للنزاع القطري البحريني على جزر حوار لغاية عام 1971
جزر حوار عبارة عن ارخبيل مؤلف من 16 جزيرة اغلبها جرداء غير مسكونة اهمها سواد الجنوبي والوقارة وبو سعده وجرادة والجبة وفشت الدبيل. تعد هذه الجزر احد محاور النزاع الحدودية القائمة بين قطر والبحرين منذ ثلاثينيات القرن العشرين وساهمت في تحديد ركيزة الجانب السياسي في إقامة العلاقات بين البلدين والسبب في ذلك الى الدعاية التي نشرتها بريطانيا من احتمال وجود النفط في تلك الجزر وان المشكلة لم تظهر قبل عام 1925 وذلك لانعدام أهميتها الاقتصادية كونها مناطق غير صالحة للزراعة بسبب تربتها البركانية كما انها مناطق تتميز بقلة سكانها أكثرهم من صيادو الأسماك والذي ينحدرون من اصول بحرينية.
بدأ التحرك على جزر حوار من قبل قطر والبحرين عام 1936 عسى ان يتم اكتشاف النفط فيها ومما عزز أهميتها اعلان خبراء النفط ان حقل نفط دخان بدأ يواجه تسرب بعض نقطه عبر تجاويف ارضية تحت الأرض الى جزر حوار وعليه تحركت قطر بكل قوتها لضم حوار لها. اما البحرين فقد واجهت انخفاض إنتاج النفط لنفس السبب مما جعلها تتمسك بعائدية حوار لها.
بدأت المطالبات البحرينية بجزر حوار عام 1936 عندما طلب شيخ البحرين الشيخ حمد بن عيسى بن علي آل خليفة من المستشار البريطاني تشارلز بلغريف أن يخبر المقيم السياسي في البحرين جوردن لوخ بتلك المطالبات التأكيد ان جزر حوار هي جزء لا يتجزأ من البحرين. مؤكدا أن أربعة من تلك الجزر على الأقل مسكونة ببعض رعاياهم في منازل من الحجر ويملكون مصائد السمك حول ساحل الجزر.
مارس شيخ البحرين الشيخ حمد بن عيسى بن علي آل خليفة سلطته التشريعية وبحكم سيطرته عليها منذ مدة طويلة دون معارضه من شيخ قطر الشيخ عبد الله بن جاسم آل ثاني ويبدو انه معتقدا أن حوار وما يتبعها تم إلحاقها إلى البحرين وان هذا الضم تتوقف شرعيته على الحجج التي يقر بها شيخ قطر الشيخ عبد الله بن جاسم آل ثاني.
كان موقف شيخ قطر الشيخ عبد الله بن جاسم آل ثاني ضعيفا في الرد على المطالب البحرينية حيث أنها لم توضح أدلة تثبت فيها عائدية الجزر لها من خلال الرسالة التي بعث بها شيخ قطر الشيخ عبد الله بن جاسم آل ثاني إلى المعتمد السياسي البريطاني في 27 مارس 1938 التي نصت على ما يأتي:
- هذه الجزر واقعة في شبه جزيرة قطر ومن حقه ادعاء ملكيتها.
- رفض حجة البحرين في الاستيلاء الفعلي عليها منذ مدة من الزمن لان هذه الجزر منذ 1868 وحتى الآن لا تزال تحت سيطرة قطر ولم يكن للبحرين سيطرة فعلية عليها.
- تلك الجزر داخلة في قطر وانها لم يطرأ عليها أي شيء يستدعي تغيير الوضع السياسي لها.

وفي نهاية رسالته طالب بمنع البحرين من القيام باي اعمال في الجزر حتى تحل المشكلة وفي 22 ديسمبر 1938 ردت الحكومة البحرينية على الادعاء القطري وبين رفض الحكومة البحرينية للادعاء القطري الخاص برفض رضوخها تحت سيطرة البحرين منذ زمن طويل مؤكدة ان البحرين لها سيطرة منذ فترة طويلة على تلك الجزر وان رعاياها يسكنون بها منذ أكثر من قرن قبل ان تتولى قبيلة آل ثاني حكم قطر.
قدمت الحكومة البحرينية بواسطة المستشار تشارلز بلغريف مذكرة طويلة تضمنت تفصيلات عن قضايا تم عرضها على القضاء البحريني ومنها قضية سكان حوار وعددهم 22 شخصا وتلقت البحرين طلبا متعلقا بإثبات ملكية منازل 22 من الرعايا البحرينيين في حوار وكثيرا من القضايا المرفوعة الى المحاكم البحرينية والتي تم البث بها من قبل حكام بحرينيين مما يؤكد بشكل قاطع على تبعية حوار للبحرين منذ زمن بعيد.
ردت قطر على المذكرة البحرينية بمذكرة اخرى في 30 مارس 1938 أوضح بها القطريون ان البحرين تكرر عائدية حوار لها في حين إنها لم تصنع أي حامية عسكرية منذ مائة عام إلا في الآونة الأخيرة وهذا أمر مخالف للواقع الذي يحتم على البلد الام بوضع حامية عسكرية تحسبا للطوارئ وهذا لم يحصل في البحرين وان هؤلاء الرعايا البحرينيين لا يشكلون شعبا أو سكانا لهذه الجزر بل هم بعض صيادي الأسماك الذين يرتادون هذه الجزر بصورة مؤقتة ولفترة قصيرة ومن ثم يغادرونها فضلا عن أن كثير من شيوخ قطر ومنهم الشيخ جاسم بن محمد آل ثاني قد سكنوا جزر حوار ولمدة طويلة وقد تضمنت المذكرة القطرية بعض الوثائق التي تؤيد عائدية حوار لها موقعة من أكثر من عشرين شخصا.
بعد دراسة الوثائق المقدمة حول الموضوع والاطلاع على الآراء المتعلقة بها اتخذت بريطانيا قرارا بحسم موضوع جزر حوار اذ ارسلت في 11 يوليو 1939 رسالة أبلغت فيها شيخ قطر الشيخ عبد الله بن جاسم آل ثاني بأن هذه الجزر تتبع للبحرين.
إن قرارات الحكومة البريطانية تنطلق من كونها متحكمة بالمنطقة فهي التي تعمل على إثارة المشكلة أو تهدئتها وحسب ما تتطلبه مصلحتها والوقت الملائم لذلك.
ناقشت الحكومة البريطانية الأمر وتوصلت الى ان الوقوف الى جانب قطر في مطالباتها سيخلق ردة فعل سلبية تجاهها في البحرين كما استبعدت الحكومة البريطانية ان تجعل القطريين يدخلون بمفاوضات مباشرة مع البحرين وذلك لان حاكم قطر الشيخ عبد الله بن جاسم آل ثاني لا يمتلك ادنى فكرة حول الموضوع.
ظلت بريطانيا على موقفها هذا وبقت الأمور كذلك على طبيعتها حتى 23 ديسمبر 1947 اذ بعث المقيم السياسي في البحرين رسالة إلى كل من حاكمي قطر الشيخ عبد الله بن جاسم آل ثاني والبحرين الشيخ سلمان بن حمد آل خليفة الأول طالبهم بما يلي:
- السعي لتحديد الخط الفاصل بين قطر والبحرين طبقا لمبادئ العدل والانصاف.
- تحديد منطقة جزر حوار التي ترى الحكومة البريطانية انها تابعة للبحرين.
- تقرير تبعية الجزر الأخرى مثل جراده وفشت الدبيل للبحرين مع العلم انهما ليستا جزيرتان وليس لهما مياه اقليمية. الا ان قطر رفضت المطالب المذكورة معتبرة أن ذلك يتعارض مع الحقائق التاريخية وانها متشبثة بتبعية تلك المناطق لها.

استمر الوضع بين الدولتين على هذا النحو حتى عام 1964 بعد ان طالبت البحرين فيها بالمزيد من المياه الإقليمية اذ اعتبرت فشت الديبل وجرادة جزراً تابعة لها وضمت مياهها الإقليمية الا إن هذا الادعاء البحريني تعرض للرفض من لدن قطر.
في عام 1965 طلبت قطر حل الخلاف حول الجزر وديا جاء ذلك اثناء الزيارة الرسمية التي قام بها حاكم قطر الشيخ أحمد بن علي آل ثاني إلى البحرين والتي تعد الزيارات الأولى التي يقوم بها حاكم قطري للبحرين وقد عرض على البحرين إنشاء جزيرة في المياه الاقليمية للبحرين بدلا من حوار كما تقدم باقتراح لإبرام اتفاقية تعاون بين البلدين لكن تلك المحاولات فشلت.
قام الشيخ عيسى بن سلمان آل خليفة حاكم البحرين بزيارة لقطر وذلك عام 1967 وجرت مباحثات رسمية على مستوى حاكمي البلدين واثمرت مقترحات طرحها شيخ قطر الشيخ أحمد بن علي آل ثاني تضمنت حصولها على جزر حوار مقابل حل مشكلة الزبارة إلا ان هذا المقترح عارضه شيخ البحرين الشيخ عيسى بن سلمان آل خليفة واستمرت الاخيرة بمطالبتها بجزر حوار داعمة ذلك بقوة السلاح حيث انشات وحدات عسكرية في فشت الدبيل.
في بداية عام 1968 بدأ بمفاوضات مكثفة من اجل قيام الاتحاد التساعي لإمارات الخليج العربي مما جعل كلا البلدين أن ينشغلا بالاتحاد لا سيما وان طموح قطر والبحرين منصبا حول رئاسة الاتحاد لكن كان للخلافات القبلية بين الطرفين دورا فاعلا في إفشال ذلك الاتحاد وعليه بقي الحال كما هو عليه حتى مطلع السبعينات حيث لم تظهر في ذلك أي خلافات بينهما بسبب انشغال كلا البلدين بتنظيم شؤون الحكم ومن ثم الاستقلال.
كانت قطر هي السباقة في رفض أكثر المقترحات وكانت بريطانيا المدافع عن البحرين كونها حامية بريطانية أكثر من قطر وعليه نصت قراراتها على ضم حوار والجزر الأخرى الى البحرين على الرغم من البعد الشاسع بينهما فضلا عن قربها بميل واحد عن قطر.

## النزاع القطري البحريني على جزر حوار (1971-1981)
حصلت البحرين وقطر على استقلالهما عام 1971 بدأت مرحلة جديدة في حياتها السياسية وهي الانفتاح على العالم فأخذت المباحثات تأخذ منحى آخر اذ أصبحت رسمية وجهه لوجه دون التدخل الأجنبي وبدأت البحرين تشعر ان لها وزن في المنطقة.
الا ان بريطانيا لم تكن ابتعدت عن المشهد السياسي في قطر والبحرين بشكل كامل اذ كانت على تواصل مستمر مع جميع اطراف النزاع والاطراف الوسيطة لحله فبعد تصريح الشيخ محمد بن مبارك بن حمد آل خليفة في فبراير 1971 على أن البحرين تريد القيام بحل النزاع الحدودي مع قطر رأت بريطانيا ان كلامه لا يجب أن يؤخذ على محمل الجد فقد كان يطرح مثل هذه التصريحات لبعض الوقت وجاءت تلك التصريحات اعتماداً منه على وساطة كويتية يمكنها اذابة الجمود الذي خيم على قضية النزاع على الجزر ومن خلال الحسابات التي سمعها البحرينيون أنفسهم عن تأثير الشيخ نواف الأحمد الجابر الصباح على القطريين حيث ذكر أنه لا يمكن أن نتوقع من السعوديين أن يفعلوا ما هو أفضل مما عمله الشيخ نواف الأحمد الجابر الصباح وخلال حوار دار بين السفير البريطاني في المنامة ألكسندر سترلينغ ووزير الخارجية البحريني الشيخ محمد بن مبارك بن حمد آل خليفة قلل الأخير من احتمالية تأثير الوساطة التي قد يقدمها السعوديين أو الكويتيين اذ رأى أنه ليس هناك احتمال حقيقي للتوصل إلى تسوية مع القطريين أكدت أن الحكومة البريطانية قد وقفت بجانب القطريين عام 1947 وأكدت من جديد أنه لا يمكن الدخول في مفاوضات حول جزر حوار والحدود القطرية البحرينية المتفق عليها.
في فبراير 1972 حدثت حركة انتقالية في قطر وتزعزعت أركان الحكم أدت إلى وصول الشيخ خليفة بن حمد آل ثاني ولي العهد ورئيس الوزراء القطري ليصبح أميراً للدولة فوجدت البحرين فرصتها السانحة للضغط على قطر وانتزاع جزيرة حوار والجزر الأخرى بالقوة فقامت بإنزال مجموعة من الشرطة البحرينية فيها ورفعت العلم البحريني عليها مستغلة بذلك ظروف الانقلاب وانشغال شيخ قطر الجديد الشيخ خليفة بن حمد آل ثاني في تثبيت دعائم حكمه.
حاولت بريطانيا فتح ملف الحدود مجدداً عام 1972 من خلال دعوة رئيس الوزراء البريطاني ادوارد هيث لحاكمي قطر الشيخ خليفة بن حمد آل ثاني والبحرين الشيخ عيسى بن سلمان آل خليفة لزيارة لندن في 15 مارس 1972 من اجل تهدئة الموقف بين الجانبين بعد الاحداث التي شهدتها المنطقة.
تم فتح ملف الحدود بينهما من جديد واصبح حسم الخلاف بينهما مرهونا بالتعاون السياسي والاقتصادي والدبلوماسي بدأت المملكة العربية السعودية للتوسط بين الطرفين ففي عام 1974 عمل الملك فيصل بن عبد العزيز آل سعود على حسم الوضع بين الطرفين والضغط على الجانبين للتقارب فيما بينهما ونجحت في عقد لقاء بين حاكمي قطر الشيخ خليفة بن حمد آل ثاني والبحرين الشيخ عيسى بن سلمان آل خليفة في لندن أثناء علاج الشيخ عيسى بن سلمان آل خليفة هناك وجولة أمير قطر الشيخ خليفة بن حمد آل ثاني العربية والأوروبية وبدأت المفاوضات بين الجانبين تمخضت عن قبول قطر تخطيط الحدود البحرية وتحديد الجرف القاري بين البلدين والتنازل عن جزر حوار فضلا عن مشاركتها في عوائد النفط التي تكتشف في حوار وبناء جسر يمتد من قطر إلى جنوب البحرين ويمر فوق جسر حوار. ولأن عقد اجتماعات لندن لم توفق لان البحرين كانت تطمح بضم أكثر الجزر إليها.
إن مشكلة الحدود بين قطر والبحرين أشغلت أكثر الحكام العرب ومنهم الملك خالد بن عبد العزيز آل سعود إذ عادت المملكة العربية السعودية الى التوسط من جديد لحل المشكلة.
ففي فبراير 1976 قام الملك خالد بن عبد العزيز آل سعود بزيارة رسمية لقطر اجتمع من خلالها بالمسؤولين القطريين وطلب تزويده بدراسة مفصلة حول المواضيع المتعلقة بين قطر والبحرين من جانبها اثنت بريطانيا على دور المملكة العربية السعودية في حل النزاع حول جزيرة حوار بين البحرين وقطر وابلغ السفير البريطاني في قطر ديفيد كروفورد ونائب وزير الخارجية القطري عبد الرحمن المنصوري في 1 يوليو 1979 ان الحكومة البريطانية طلبت من الحكومة السعودية الاستمرار بدور الوساطة لحل المشاكل الحدودية بين قطر والبحرين وفيما يتعلق بجزر حوار بشكل خاص.
ومما اثار مخاوف البريطانيين هو قيام شركة نفط البحرين (بابكو) بعمليات تنقيب قرب منطقة رأس دخان القريبة من الدوحة في يوليو 1976 اذ رأى البريطانيون ان شركة نفط البحرين مدفوعة من الولايات المتحدة الأمريكية تحاول من نفوذها الى المناطق القطرية.
شهدت نهاية يوليو 1976 تصعيد من قبل الطرفين حول الخلاف اذ قامت شركة نفط البحرين بإنشاء طريقين بطول 7 كيلومتر كما تم تزويد خفر السواحل البحريني بسفن من نوع شيفرتون قابلة لحمل 50 شخص مسلح من جانبها ابلغت السلطات البريطانية الجانب السعودي باعتباره الجانب الوسيط بتلك التطورات وحذرته بأن خفر السواحل البحريني غير مدرب على استعمال تلك الأسلحة وتلك السفن اي انها غير مجدية بمواجهة الطرادات القطرية لاسيما أن بعض أمراء البحرين من ضمنهم الشيخ عيسى بن سلمان آل خليفة يقومون بزيارة جزيرة حوار كل عطلة نهاية اسبوع لممارسة هواية الصيد وخشية من حدوث أي صدامات بين الطرفين البحريني والقطري.
من جانبها بعثت الحكومة القطرية سفيرها في لندن الشيخ أحمد بن سيف آل ثاني إلى مقر وزارة الخارجية البريطانية في 1 أغسطس 1976 والتقى بوزير الخارجية جيمس كالاغان وطلب منه الوثائق البريطانية الخاصة بالاتفاقية البريطانية العثمانية لعام 1913 محتجة ان تلك المعاهدة هي التي حددت الحقيقية لقطر وضمت جزيرة حوار اليها وردت الحكومة البريطانية على الطلب القطري بأن الاتفاقية البريطانية العثمانية لعام 1913 لم يكن الغرض منها تحديد السيادة بين قطر والبحرين وانما وضع الحدود بين الامبراطوريتين البريطانية والعثمانية وان اصرار قطر على التمسك بتلك الاتفاقية كأساس للحدود دفع البحرين الى رفض التحكيم بقضية جزيرة حوار والمناطق المغمورة التي قبلت به عام 1964 مما يعني المزيد من التصعيد في القضية.
كما التقى السفير القطري الشيخ أحمد بن سيف آل ثاني خلال حفل بمناسبة عيد الفصح بلندن مدير قسم الشرق الأوسط في وزارة الخارجية البريطانية إيفور لوكاس ودار خلالهما حوار حول امكانية حصول قطر على الوثائق البريطانية الخاصة بترسيم الحدود بين البحرين وقطر وذكر الشيخ أحمد بن سيف آل ثاني انه تلقى تعليمات من قبل وزير الاعلام القطري عيسى الكواري تفيد بضرورة الحصول على تلك الوثائق بشكل سري دون علم حتى اعضاء السفارة القطرية في لندن.
ناقشت وزارة الخارجية البريطانية طلب السفير القطري الشيخ أحمد بن سيف آل ثاني وافاد جيمس جالاغار احد موظفي قسم الشرق الأوسط في وزارة الخارجية البريطانية ان الوثائق التي تروم قطر الحصول عليها هي:
- الخطاب المؤرخ في 11 يوليو 1939 من المقيم السياسي إلى حاكم قطر الشيخ خليفة بن حمد آل ثاني والذي يفيد بأن الحكومة البريطانية قررت أن تكون جزيرة حوار مملوكة لدولة البحرين.
- الخطاب المؤرخ في 1938 من الوكيل السياسي إلى حاكم قطر حول الادعاء بأن حاكم البحرين الشيخ عيسى بن سلمان آل خليفة طالب بحيازة جزيرة حوار.
- نسخة من الاتفاقية الأنجلو عثمانية المؤرخة في 29 يوليو 1913.

ايقنت قطر صعوبة موقفها وعدم وقوف بريطانيا معها بشكل جدي في نزاعها حول جزيرة حوار لذا صرح وزير الخارجية القطري الشيخ حمد بن سحيم آل ثاني بعدما تقدم له احد الصحفيين التابعين الى جريدة العرب الصادرة في لندن بسؤال جاء فيه: "سمعنا أن هناك نزاعا بين قطر والبحرين. لماذا إذن أعلن الشيخ محمد بن مبارك بن حمد آل خليفة وزير الخارجية البحريني أن العلاقات بين البلدين قوية وأنه لا يوجد خلاف على جزيرة حوار؟" فرد الشيخ حمد بن سحيم آل ثاني بقوله: "يعلم أخي الشيخ محمد بن مبارك بن حمد آل خليفة جيدا أن هناك خلاف حول جزيرة حوار والذي بدأ من قبل البحرين. وأن سيادتنا على الجزيرة ليست مقبولة منهم على الرغم من أنها جزء من قطر. لكنا نأمل في التوصل إلى تسوية مع البحرين على أساس القانون والعدالة اللذان سينهيان هذا النزاع اليائس".
يبدو ان السعودية بدأت تتحرك لحسم الموضوع كوتها الدولة المتزعمة لدول الخليج العربي وذات ثقل سياسي في المنطقة فضلا عن انها بدأت تمارس حقها السياسي للضغط على كلتا الإمارتين كونها كانت ترتبط معهما بعلاقات خاصة لقيامها سابقا بدور فعال في استقلال البحرين وارتباطاتها المذهبية مع حكام قطر.
الا ان هذا الأمر لم يكن كافياً بالنسبة لقطر اذ ابلغ أمير قطر الشيخ خليفة بن حمد آل ثاني جيفري آرثر آخر مقيم سياسي بريطاني في الخليج العربي وصاحب النفوذ في كلا الامارتين ان قطر والبحرين ليستا تحت الوصاية السعودية من اجل قبول آرائها في الوقت نفسه اثنى على دور الأمير فهد بن عبد العزيز آل سعود في تلك الازمة.
وبناء على تلك الدراسات ارسل الملك خالد بن عبد العزيز آل سعود أخاه الأمير نايف بن عبد العزيز آل سعود مبعوثا الى قطر والبحرين حاملا رسائل شفوية لمسؤولي البلدين ولكن تلك الجهود فشلت ولم تسفر عن أي حل للمشكلة.
ان البحرين وعبر الشخصيات السياسية فيها قد عبرت وعدة مناسبات بعائدية الجزر لها وفيها اكد وزير خارجيتها الشيخ محمد بن مبارك بن حمد آل خليفة للصحف العربية في مؤتمر صحفي على عدم وجود خلاف حول الجزر وان الخلاف حول جزر حوار قد حسم عام 1939 وجاء الرد من وزير الخارجية القطري الشيخ حمد بن سحيم آل ثاني بان الخلاف ما زال قائما وان البحرين تدرك ذلك ولكنها تماطل في حل مشكلة الجزر. انصبت سياسة البحرين ازاء تلك التصريحات بان تستخدم الوسائل الإعلامية ضد قطر واعلنت من جديد تمسكها بجزر حوار اذ اجتمع وزير الاعلام البحريني طارق المؤيد مع جهات إعلامية متخصصة وأعلمهم بعدم نشر أي خارطة لدولة البحرين لا تشمل بين طياتها موقع جزر حوار والجزر الأخرى كما قامت الحكومة البحرينية عام 1979 بالتعاقد مع شركة ستيل اند كيلينغ للاستشارات القانونية للعمل نيابة عن الحكومة البحرينية في قضية النزاع الحدودي مع قطر وتم اعطاء الصلاحيات كافة للشركة وفريق المحامين فيها من اجل الحصول على الوثائق اللازمة وحضور جلسات التحكيم بين البلدين.
وهكذا بدأت الصحف البحرينية الموجهة من قبل وزارة الإعلام البحرينية بنشر كثير من اللقاءات الصحفية مع كبار المسئولين في البحرين الذين تحدثوا عن مشكلة جزر حوار وتمسك البحرين بها وعليه نشرت على صفحاتها ما تناقلته الصحف الكويتية للقاء الصحفي الذي اجراه محرر جريدة الراي العام الكويتية مع الشيخ حمد بن عيسى بن سلمان آل خليفة ولي عهد البحرين الذي اكد ان البحرين تربطها روابط اخوية وقديمة مع قطر أكد فيها: "أن وجود الخلاف مع قطر ليس فقط على جزيرة حوار والجزر الأخرى ولكن هو في الحقيقة خلاف على حدود كاملة.
أكد وزير التنمية والصناعة البحريني يوسف الشيراوي ان جزر حوار والجزر الأخرى هي من عائدية البحرين ففي 1 فبراير 1980 صرح: "... إن مجموعة جزر حوار خاضعة للامتياز بموجب التعاقد مع الشركات الأمريكية منذ عشرة سنوات ..." فيما رد عليه الشيخ عبد العزيز بن خليفة آل ثاني وزير البترول القطري: "ان كل الدلائل تثبت عائدية جزر حوار لقطر". أخذت المساجلات الصحفية لكلا الطرفين مأخذها في تأزم الأوضاع السياسية بين قطر والبحرين الى حين تشكيل مجلس التعاون الخليجي الذي اخذ هو الآخر بدراسة المشاكل بين قطر والبحرين والتي سوف تأخذ حيزا كبيرا من اجتماعاته مستقبلا.
يبدو مما تقدم إن منطقة الخليج العربي بشكل عام والبحرين بشكل خاص لعبت دورا مهما في السياسة الدولية حيث تصارعت عليها الدول الكبرى لمدة من الزمن لأهميتها الإستراتيجية وموقعها الجغرافي فضلا عن غناها بالنفط الذي اغرى بريطانيا في السيطرة على تلك المناطق لأكثر من قرن ونصف وبعد رحيلها تركت وراءها العديد من القضايا التي لم تضع لها حلول خاصة مشاكل الحدود العربية ومنها المشاكل بين قطر والبحرين فضلا عن الأواصر الأسري الموروث التي تمكن هو الآخر من الوقوف عند الحد والمطالبة بأملاك الأجداد والتي هي في الحقيقة أواصر منذ خروج آل خليفة من الكويت والاستقرار في الزبارة وفتح البحرين.
ان بريطانيا التي أعلنت حمايتها للإمارات بشكل عام والبحرين بشكل خاص لذلك كانت المشاكل الحدودية تدور في فلك بريطانيا التي كانت تعمل على مبدأ فرق تسد وذلك لضمان مصالحها في المنطقة ولذلك كانت الإدارة البريطانية تماطل كثيرا في حل المشاكل الحدودية وتركتها قابلة للأخذ والرد بين كل الإمارات العربية على الرغم من إنها حامية للخليج العربي وإماراته وقادرة على حل المشاكل. كانت المحرض الأساسي لكلا البلدين اللذين وصلا إلى حالة المماطلة بالحل إذ كانتا ترفضان كثير من المقترحات حل للمشكلة بسبب أي ظهور المقترحات جديدة لحل المشكلة يحس احد الأطراف أنه خسران ويتصور ان التنازل عن شبر واحد من الأرض هو خسارة على الرغم من الروابط العربية القائمة بينهما.

## الخاتمة
بعد الخلاف الحدودي بين البحرين وقطر هو المشكلة الوحيدة التي نغصت صفو العلاقات بين البلدين ويعود ذلك الخلاف الى الحقبة الاستعمارية البريطانية واججته المصالح النفطية بين الشركات البريطانية في قطر والشركات الأمريكية في البحرين.
كان لكل من قطر والبحرين حجج استندا عليها في الاحقية بتلك الاراضي والجزر فالبحرين اعتمدت على اساس امتلاكها تلك الجزر قبل قطر وقطر تعتمد على اتفاقية 1916 بين الدولة العثمانية وبريطانيا.
بالرغم من استمرار الصراع بين البلدين حول الجزر ولاسيما جزر حوار والزبارة الا ان الخلاف ظل في اطار الاسس الدبلوماسية والمراسلات ولم يصل الى مرحلة التدخل العسكري او المواجهة المسلحة كما هو الحال في قضية البريمي حينما تواجهت القوات البريطانية والقوات السعودية عام 1955.
تدخلت عدة دول لحل النزاع بين قطر والبحرين مثل بريطانيا والولايات المتحدة الأمريكية والمملكة العربية السعودية التي كان لها الدور الأبرز في حل الخلافات والوصول الى طريق لحل الازمة.